# Henry Rene
Henry Rene (ur. 29 grudnia 1906, zm. 25 kwietnia 1993) – amerykański muzyk.

## Życiorys
Henry Rene urodził się 29 grudnia 1906 roku. Wkrótce wraz z matką przeniósł się do Niemiec. Otrzymał staranne wykształcenie muzyczne. Studiował w królewskiej akademii muzycznej w Berlinie. W 1936 roku wyemigrował do Stanów Zjednoczonych i został dyrektorem muzycznym dla międzynarodowego oddziału Victor Records. Zmarł 25 kwietnia 1993 roku mając 86 lat. Posiada swoją gwiazdę na Hollywoodzkiej Alei Gwiazd.